# カムローズ (アルバータ州)
カムローズ（英: Camrose）は、カナダのアルバータ州中部、カムローズ郡の市。
アルバータ州道13号線沿いにあり、初期の鉄道のハブとして機能した。

## 歴史
1900年前後にヨーロッパ人がこの地域に初めて入植。当時は近傍のウェタスキウィン（Wetaskiwin）が入植者の中心地で、そこから鉄道で1日の距離で入植地を探す人々で人気の場所となった。入植者は主にスウェーデンやノルウェーからのスカンジナビア人で、アメリカ合衆国からも多かった。この時代まではストーニー・クリーク集落と言う名称であった。1904年に郵便が届くようになり、ビジネスも始まり、王立カナダ騎馬警察（RCMP）も配置された。
1905年にカムローズ村として開村。名称の由来は不明確だが、一般的にはイギリス・ペンブルックシャーのカムローズ村から来ているものとされている。1906年に町制施行。
第2次世界大戦中には、カムローズ園地は練兵場に使用され、何千ものカナダ人の若者が訓練を受けにやって来ていた。
1955に市制施行。鉄道の衰退にもかかわらず、アルバータ州道13号線を通して交通が盛んとなり、主要な停車地として賑わった。カントリー・ミュージックの音楽祭である「ビッグバレー・ジャンボリー」がカムローズで開催されるようになり、観光業としても成長した。

## 姉妹都市
- 日本・北海道上富良野町[8]
- オーストラリア・クイーンズランド州ウォリック